# Groși
Groși là một xã thuộc hạt Maramureș, România. Dân số thời điểm năm 2002 là 2536 người.